# Abudefduf abdominalis
Abudefduf abdominalis es una especie de peces de la familia Pomacentridae en el orden de los Perciformes.

## Morfología
Los machos pueden llegar alcanzar los 30 cm de longitud total.

## Distribución geográfica
Se encuentra desde Hawái hasta la Polinesia central.